# Títere de cachiporra

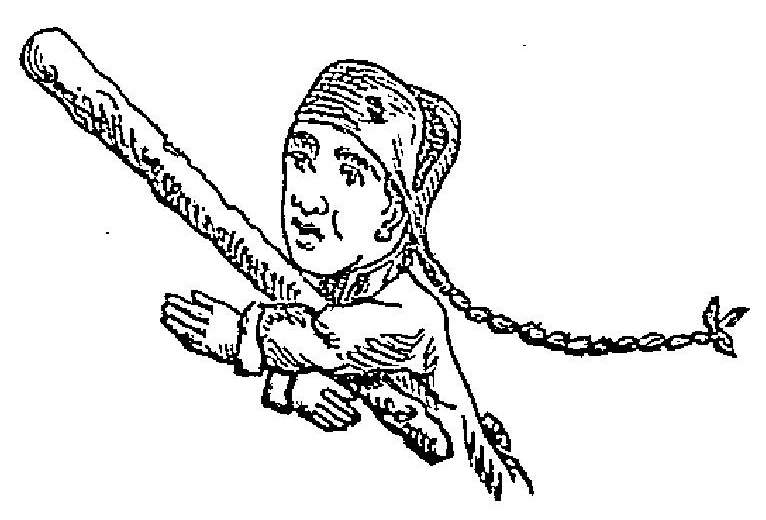
Dibujo de la cubierta de "Le Petit Théâtre de Guignol" (1874), imitando los títeres de Laurent Mourguet.

Títeres de cachiporra es el nombre popular que reciben en España los muñecos de guante del teatro de guiñol, con antepasados en la Comedia del arte como Pulcinella o en sus hermanos septentrionales (Guiñol, Punch y Kásperle). El origen de este nombre lo dio la porra o cachiporra con la que el protagonista de las historias se defiende o ataca a sus contrincantes en escena.
Con esa denominación, en castellano, de "títeres de cachiporra", uno de los más populares fue el que Federico García Lorca describió en el Retablillo de Don Cristóbal, dándole valor literario, que en esta tradición titiritera recuperaba la figura de Cristóbal Polichinela, Cristobica o Cristobita.

## Origen histórico

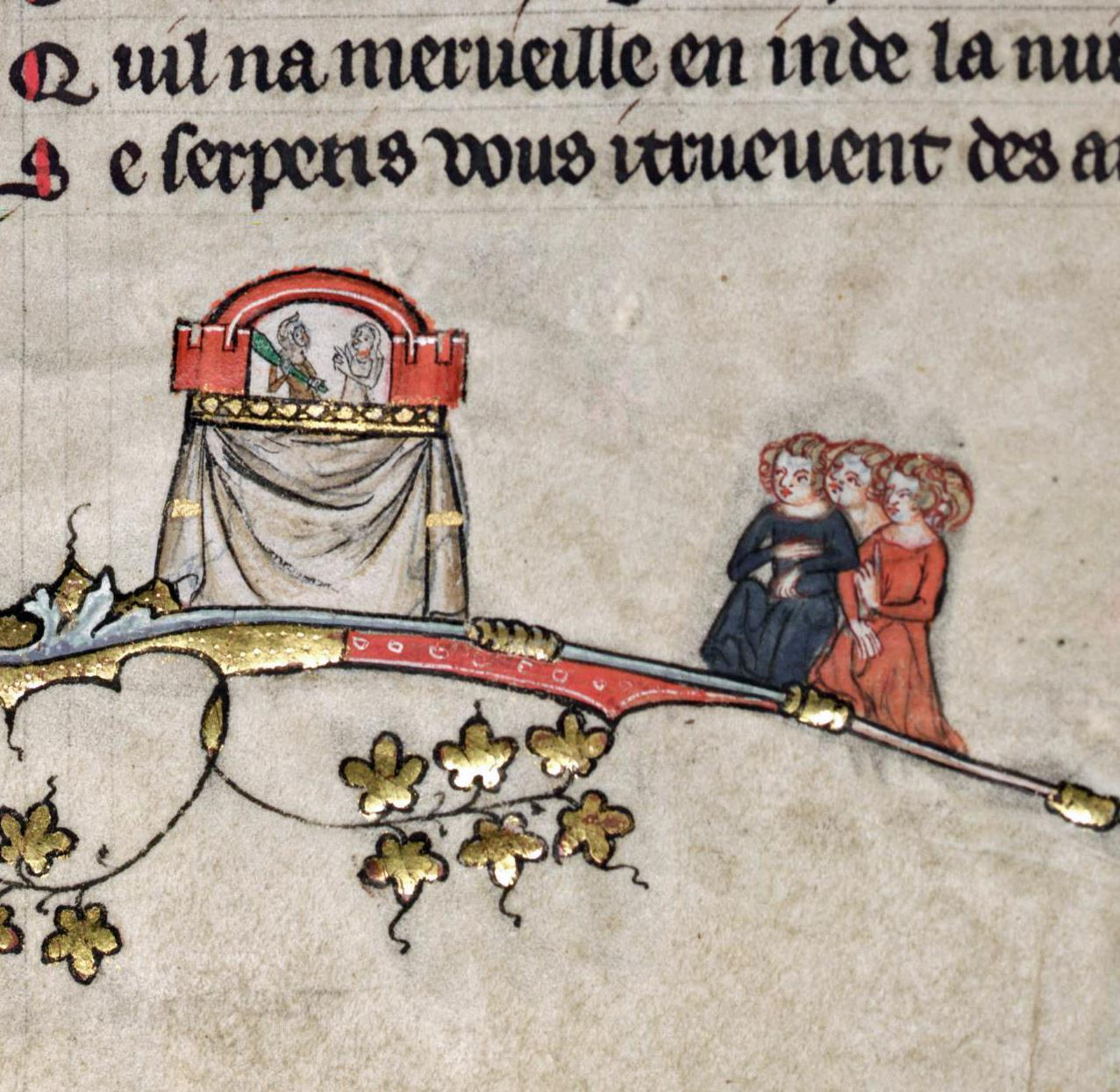
Títeres de cachiporra en una miniatura que ilustra el códice 'Romance of Alexander' (1338-1344), en la Bodleian Library (Oxford), atribuida a la escuela del flamenco Johan de Grise.

### De la marioneta romana medieval al títere de guante
Encuadradas en la Edad Media europea, las primeras imágenes gráficas de títeres que responden al tipo "de cachiporra" que se conocen aparecen en manuscritos iluminados como el Roman de Alexandre, atribuido al taller del flamenco Jehan o Johan de Grise. En una miniatura puede verse un teatrito en el que actúan dos títeres de guante, uno de ellos con un enorme garrote o cachiporra, mientras tres damas contemplan la función. El abandono de una técnica tan difícil y de complicada puesta en escena como son las marionetas de cuerdas, en favor del cómodo y manejable sistema del guante parece fruto de la lógica evolución impuesta por necesidades utilitarias. Su uso se convertiría en el más popular desde la Baja Edad Media hasta los poetas del títere de cachiporra del siglo XX, como Lorca o Villafañe.

## Tipología y argumento

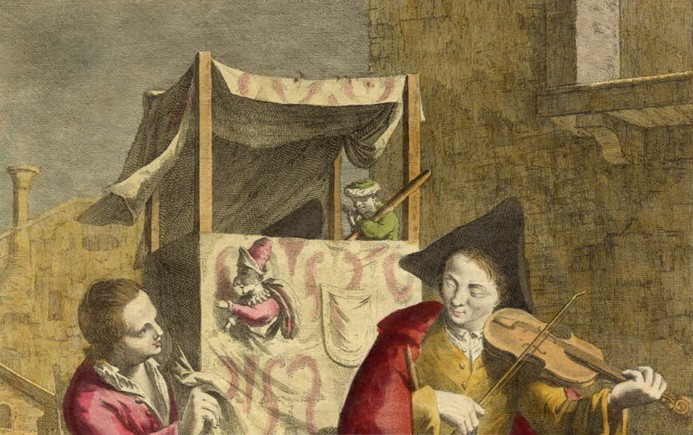
Burattini (hacia 1770), a partir del lienzo de Francesco Maggiotto. Detalle del grabado en color conservado en el Museo Gadagne, de Lyon.

El títere de cachiporra suele ser, salvo en raras excepciones, un muñeco de tela (del tipo títere de guante), con los dos brazos colgantes que se mueven con los dedos pulgar y anular, o como aspas con un giro de la muñeca del titiritero, y una cabeza, de trapo, fieltro, pasta, plástico u otros materiales similares, que permite meter en su interior uno o dos dedos.
El argumento, sencillo, atávico e infantil, suele tener como desenlace, como en muchas historias de los títeres tradicionales, una buena paliza, varias persecuciones a garrotazo limpio y un gran cachiporrazo final que deja K.O al malo de turno.

## Véase también

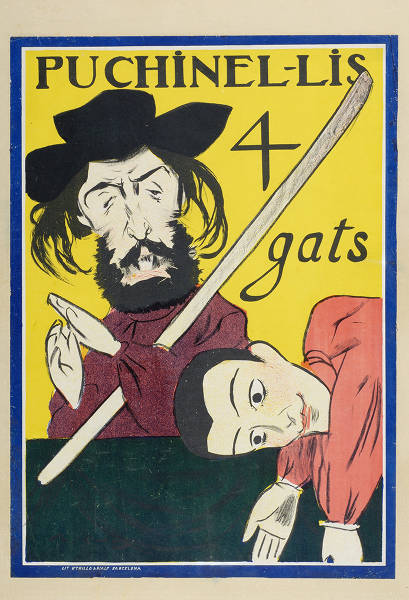
Cartel anunciando una función de títeres de cachiporra en Els Quatre Gats hacia 1898.